# Jonas Hector
Jonas Armin Hector (Saarbrücken, 27 de maio de 1990) é um ex-futebolista alemão que atuava como lateral esquerdo. .

## Seleção Nacional
Estreou na equipe principal da Seleção Alemã em 14 de novembro de 2014 contra Gibraltar em partida válida pelas Qualificações para Eurocopa de 2016. Foi convocado para disputar a Eurocopa de 2016.

## Títulos
Köln
- Campeonato Alemão - 2ª divisão: 2013–14, 2018-19

Seleção Alemã
- Copa das Confederações FIFA: 2017